# كارل ماندا
كارل ماندا (بالإنجليزية: Carl Manda)‏ هو لاعب كرة قاعدة أمريكي، ولد في 16 نوفمبر 1886 في ليتل ريفر في الولايات المتحدة، وتوفي في 9 مارس 1983 في أرتيشيا في الولايات المتحدة.

## وصلات خارجية
- كارل ماندا على موقع دوري كرة القاعدة الرئيسي (الإنجليزية)
- كارل ماندا على موقعبيزبول رفرنس.كوم (الدوري الرئيسي) (الإنجليزية)
- كارل ماندا على موقعبيزبول رفرنس.كوم (الدوري الثانوي) (الإنجليزية)
- كارل ماندا على موقع جمعية أبحاث البيسبول الأمريكية (الإنجليزية)
- كارل ماندا على موقع إي إس بي إن.كوم (أم.أل.بي) (الإنجليزية)